# Хопкинсова контролна листа симптома - 25
Хопкинсова контролна листа симптома - 25 (акроним HSCL-25 од енгл. речи Hopkins Symptom Check List-25) је инструмент за скрининг дизајниран да идентификује уобичајене психијатријске симптоме, која се данас широко користи у различитим окружењима, а такође се упоређује и са проценама психијатријских болести које су дали лекари опште праксе.

## Историја
Хопкинсову контролну листа симптома (ХСЦЛ) која је данас добро познат и широко коришћен инструмент за преглед пацијената, датира из 1950-их. Првобитно су је дизајнирали  Parloff, Kelman, и Frank на Универзитету Џон Хопкинс.1 Потом је професор Karl Rickels, постао један од оригиналних програмера ХСЦЛ-а, који је указао својим колегама на корисност његове верзије ХСЦЛ-а од 25 ставки у породичној пракси или служби за планирање породице.

## Намена и начин извођења
Као широко коришћен инструмент у психијатрији, ХСЦЛ-25 се користи у процени симптома анксиозности и депресије.
Састоји се од 25 упитних реченица, подељених у два дела:
- први део садржи 10 реченица које испитују симптоме анксиозности,
- други део садржи 15 реченица које испитује симптоме депресије.[5]

За сваку упитну реченицу, испитаник заокружује један од четири понуђена одговора:
- нимало,
- мало,
- прилично
- јако,

Заокружујући ове одговоре пацијент на тај начин указује на то колико се свака од одређена тврдњи односи на њега.

## Резултати
Резултат након тестирања пацијента добија се оцењивањем, бодовима од 1 до 4:
- 1 бод за одговор "уопште не",
- 2 бода за одговор "мало",
- 3 бода за одговор „прилично“,
- 4 бода за одговор „јако“,

Сабирањем ових бодова добијају се две оцене:
- прва  — укупан резултат, који је просек бодова свих 25 ставки,
- друга   — процена анксиозности и депресије (у просеку 15 ставки анксиозности или депресије).[5]

У неколико популација доследно је показано да је укупан скор у великој корелацији са тешким емоционалним стресом неодређене дијагнозе, а скор депресије је у корелацији са великом депресијом како је дефинисано у Дијагностичком и статистичком приручнику за менталне поремећаје Америчког удружења психијатара, 4 верзија (ДСМ -4).